# Diccionario de americanismos

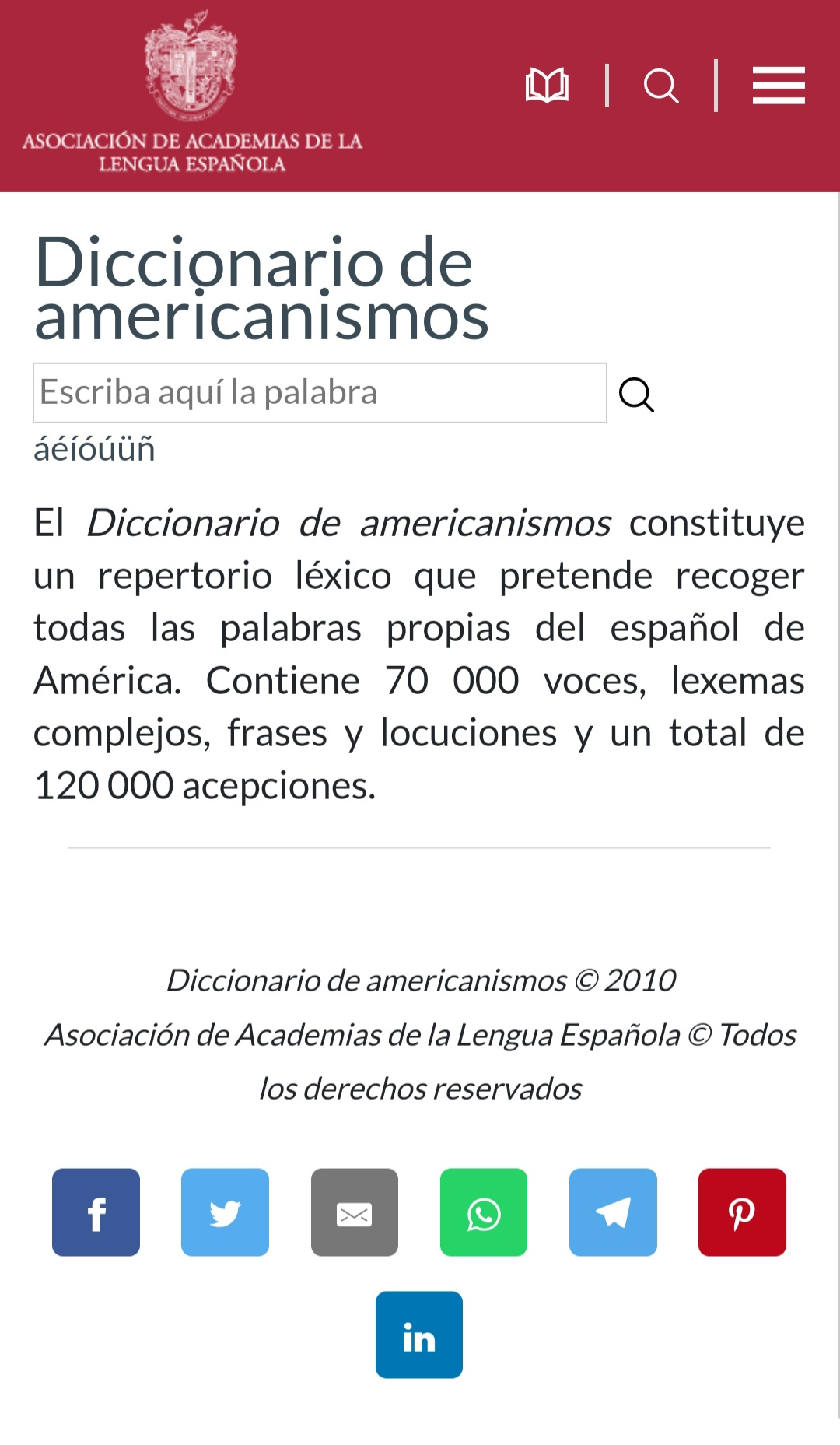
Página web del «Diccionario de americanismos», el cual está elaborado por la ASALE solamente para el español hablado en la América

El Diccionario de americanismos (DA) es uno de los diccionarios elaborados por Asociación de Academias de la Lengua Española (ASALE), la cual está formada por las veintitrés academias asociadas. Su primera edición salió al mercado en el 2010, coincidiendo con los bicentenarios de independencia de algunas naciones hispanoamericanas.
Desde la creación de las primeras ocho academias hispanoamericanas, se trató de llevar a cabo un diccionario de americanismos, pero el proyecto jamás prosperó. Para 1998, en el congreso llevado a cabo en Puebla de los Ángeles se planteó por unanimidad la redacción de un diccionario de enfoque hispanoamericanista. Al fin, luego del XII congreso llevado a cabo en San Juan, en 2002 el Diccionario de americanismos vio la luz como un proyecto concreto y realizable a corto plazo. Su primera edición fue lanzada en febrero del 2010. Desde octubre del 2013 se publica la edición en línea.
La publicación contó con el patrocinio de Repsol y de la Junta de Andalucía.